# 사토 아리세
사토 아리세(일본어: 佐藤 有世 さとう ありせ[*], 1984년 2월 1일 ~ )는 일본의 성우. 도쿄도 출신.

## 소속사
- 아토믹 몽키(~2021.06.01)
- 프리랜서(2021.06.01~)